# Stenoschmidtia browni
Stenoschmidtia browni är en insektsart som först beskrevs av Marius Descamps 1964.  Stenoschmidtia browni ingår i släktet Stenoschmidtia och familjen Euschmidtiidae. Inga underarter finns listade i Catalogue of Life.